# Apti
Az apti a földtörténeti időskála egyik korszaka és a rétegtani oszlop egyik emelete. Ez a kora kréta kor hat korszaka közül az ötödik, illetve a kora kréta sorozat egyik altagozata. Körülbelül ~125,0 Ma ezelőtt kezdődött és ~113,0 Ma ezelőtt fejeződött be. Az aptit a barremi előzte meg és az albai követte.
Az apti idején felgyorsult az Atlanti-óceán szétnyílása és először vált lehetővé az egyenlítői vizek keveredése. Ugyanakkor az aptiban indult meg az óceáni anoxikus eseményeknek az a sorozata, amely eltartott egészen a késő kréta santoni faunális időszakáig. Mintegy 117 millió évvel ezelőtt, az apti kihalási esemény idején nagy mennyiségű metán jutott a légkörbe, ami drasztikus hőmérséklet-emelkedést okozott.
Ekkor terjedtek el a Ceratopsia alrendág dinoszauruszai. Az apti idején már a kihalás felé közeledtek a stegosaurusok. Ekkor élt az óriás Sauroposeidon és az apró Gobiconodon, továbbá ekkor éltek „a természet tankjai”, a nodosauridák.
Az apti részben átfedi a regionálisan (Nyugat-Európában) használt urgoni emeletet.

## Rétegtani definíciók
Az apti emeletet a franciaországi Provence-ban levő kisváros, Apti után nevezték el. Az eredeti típushely Apti közelében található. Az apti emelet a francia őslénykutató, Alcide d’Orbigny révén, 1840-ben került be a szakirodalomba.
Az apti emelet alapja az M0r mágneses anomáliánál található. Az emelet referencia profilját (GSSP) 2009-ig még nem határozták meg. Az apti teteje (az albai emelet alapja) a Praediscosphaera columnata nevű kokkolitofóra faj rétegtani rekordban való első előfordulásánál található.

### Altagozat
A Tethys tartományban az apti nyolc ammonitesz biozónát tartalmaz:
- Hypacanthoplites jacobi zóna
- Nolaniceras nolani zóna
- Parahoplites melchioris zóna
- Epicheloniceras subnodosocostatum zóna
- Duffrenoyia furcata zóna
- Deshayesites deshayesi zóna
- Deshayesites weissi zóna
- Deshayesites oglanlensis zóna

Néha az aptit három alemeletre vagy alkorszakra, egy alsó, egy középső és egy felső részre osztják fel (melyek neve lentről felfelé haladva bedouli, gargasi és clansayesi).

## Litosztratigráfiai egységek
Antlers-formáció, Cedar Mountain-formáció, Cloverly-formáció, Elrhaz-formáció, Jiufotang-formáció (Csiufotang-formáció), Little Atherfield-formáció, Mazong Shan-formáció, Potomac-formáció, Santana-formáció, Twin Mountains-formáció, Xinminbao-csoport, Yixian-formáció (Jihszien-formáció)

## Paleontológia

### Zárvatermők
- Rosids

### Csigák
- Notopala
- Muricidae
- Viviparidae

### Fejlábúak

#### Ammoniteszek

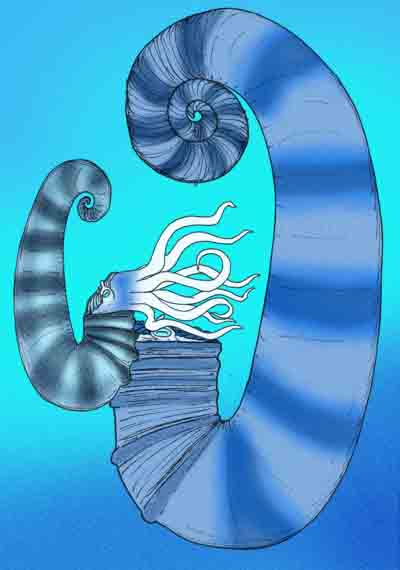
Annuloceras és Shastoceras behemothi

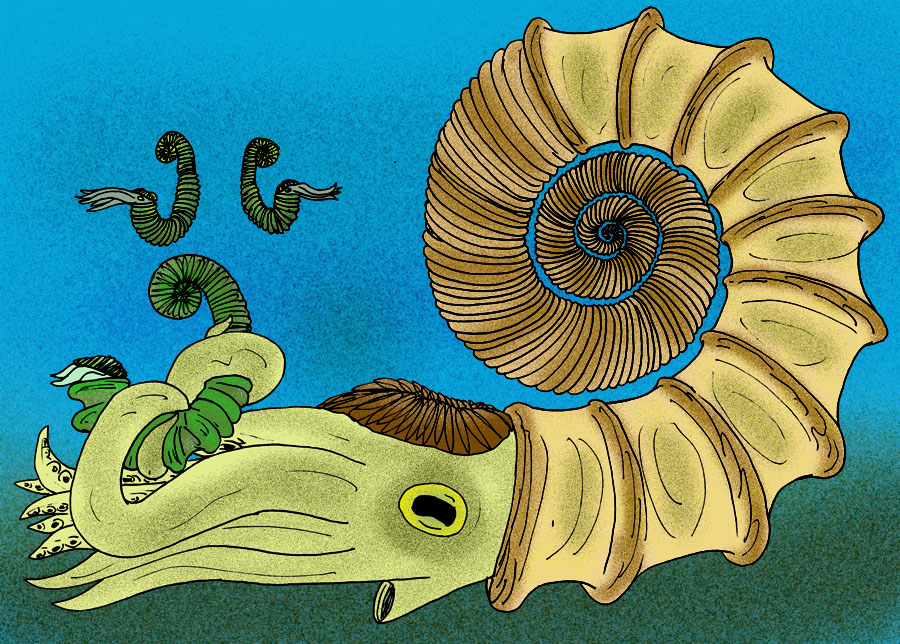
Tropaeum imperator

- †Eogaudryceras
- †Georgioceras
- †Lithancylus
- †Pictetia
- †Salfeldiella
- †Tetragonitidae
- †Zuercherella

Kora apti
- †Ammonitoceras
- †Australiceras
- †Cheloniceras
- †Cicatrites
- †Colombiceras
- †Dufrenoya
- †Eotetragonites
- †Helicancylus
- †Melchiorites
- †Parahoplites
- †Procheloniceras
- †Prodeshayesites
- †Pseudocrioceras
- †Pseudosaynella
- †Roloboceras
- †Shastoceras

Késő apti
- †Acanthohoplites
- †Acanthoplites
- †Ammonoceratites
- †Argonauticeras
- †Beudanticeras
- †Burckhardites
- †Cloioceras
- †Desmoceras
- †Diadochoceras
- †Diodochoceras
- †Eodouvilleiceras
- †Epancyloceras
- †Epicheloniceras
- †Euphylloceras
- †Gabbioceras
- †Gargasiceras
- †Gyaloceras
- †Hamites
- †Hypacanthoplites
- †Hulenites
- †Jauberticeras
- †Kazanskyella
- †Knemiceras
- †Mathoceratites
- †Mathoceras
- †Megatyloceras
- †Metahamites
- †Miyakoceras
- †Neosilesites
- †Nodosohoplites
- †Nolaniceras
- †Protacanthoplites
- †Protanisoceras
- †Sinzovia
- †Somalites
- †Tetragonites
- †Theganoceras
- †Trochleiceras
- †Tropaeum
- †Uhligella

#### Belemniteszek
- †Conoteuthis
- †Vectibelus
- Kora apti
  - †Parahibolites
  - †Peratobelus
  - †Tetrabelus

#### Csigaházas polipok
- †Carinonautilus
- †Heminautilus
- Késő apti
  - †Zhuralevia

#### Tintahalak
- Késő apti
  - †Adygeya
  - †Naefia

### Rákok
- Calappoidea
- †Yongjiacaris zhejiangensis

### Porcos halak
- †Hybodus fraasi

### Csontos halak

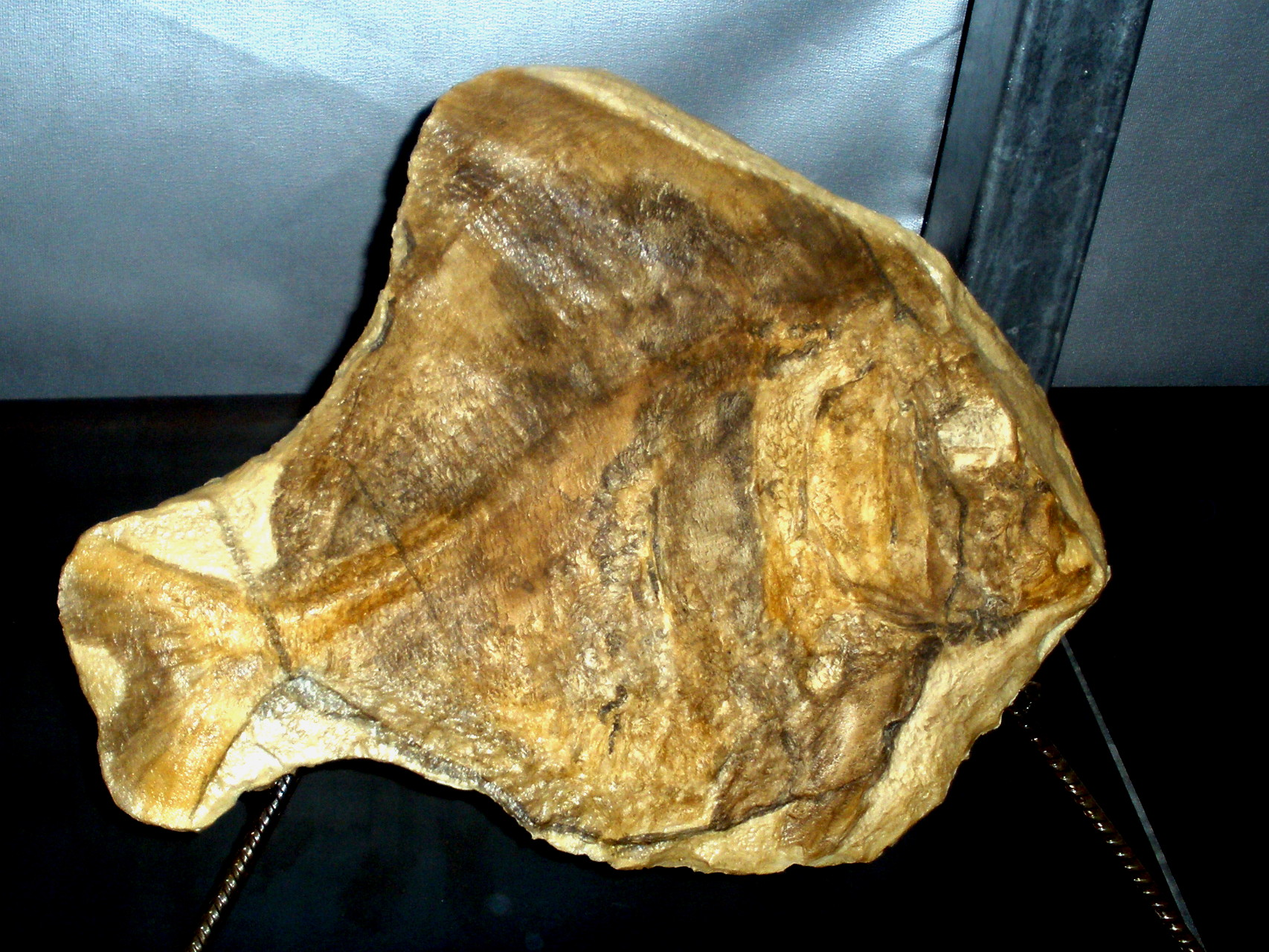
Araripichthys

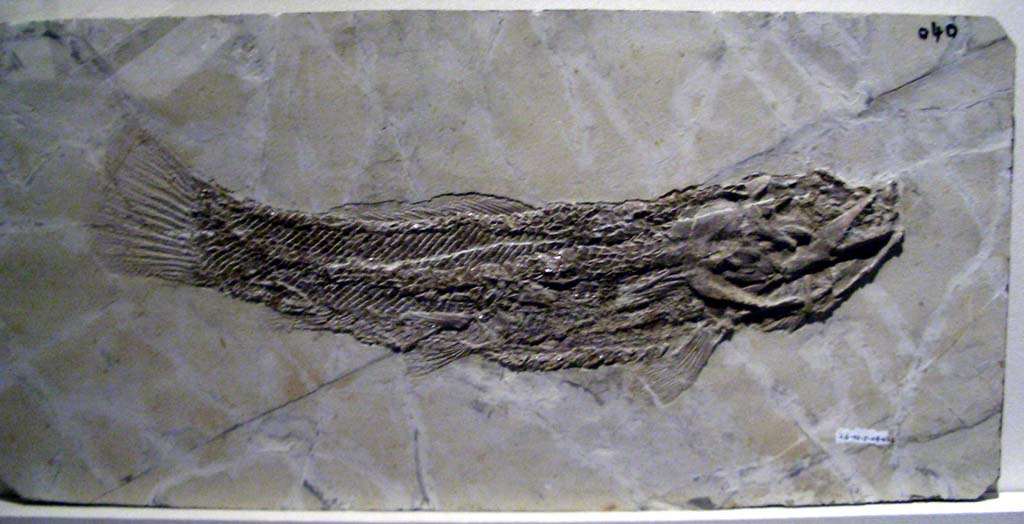
Sinamia

- †Araripichthys castilhoi
- †Chanopsis lombardi
- †Dastilbe elongatus
- †Helgolandichthys schmidi
- †Huashia sp.[2]
- †Jinanichthys longicephalus[2]
- †Longdeichthys luojiaxiaensis[2]
- †Lycoptera davidi
- †Lycoptera muroii
- †Neopholidophoropsis serrata
- †Peipiaosteus pani
- †Protosephurus liui[2]
- Rhinobatos
- †Santanichthys diasii
- †Sinamia zdanskyi
- †Tharrhias araripis
- †Vinctifer comptoni

### Kétéltűek
| Az apti korszak kétéltűi                                                                                            | Az apti korszak kétéltűi  | Az apti korszak kétéltűi             | Az apti korszak kétéltűi | Az apti korszak kétéltűi |
| Taxon | Korszak                   | Lelőhely                             | Leírás | Kép                      |
| --- | ------------------------- | ------------------------------------ | --- | ------------------------ |
| - †Albanerpeton †A. arthridion †A. cifellii †A. galaktion †A. gracilis †A. inexpectatum †A. nexuosus †A. pannonicus | középső jura–késő pliocén | Észak-Amerika, Észak-Afrika, Európa  | Szalamandraszerű csupasz kétéltű, melynek robusztus feje és nyaka valószínűleg lehetővé tette, hogy az állat aktív ásó életmódot folytasson. Dél-európai képviselői a mai mediterrán jellegű növényzet kialakulásával egy időben tűntek el. Legutolsó ismert faja, az A. pannonicus maradványait Magyarországon fedezték fel. |                          |
| - †Galverpeton †G. ibericum                                                                                         | barremi-apti              | El Castellar-formáció, Spanyolország | Az Apricosiren, a Bishara, a Hylaeobatrachus, a Marmorerpeton és a Ramonellus rokonságába tartozó szalamandra. |                          |

### Choristoderák
| Az apti korszak choristoderái                             | Az apti korszak choristoderái | Az apti korszak choristoderái                            | Az apti korszak choristoderái | Az apti korszak choristoderái |
| Taxon                                                     | Korszak                       | Lelőhely                                                 | Leírás | Kép                           |
| --------------------------------------------------------- | ----------------------------- | -------------------------------------------------------- | --- | ----------------------------- |
| - †Hyphalosaurus †H. lingyuanensis †H. baitaigouensis     | kora apti                     | Yixian-formáció, Kína                                    | A Yixian-formáció leggyakoribb négylábúja volt és valószínűleg fontos szerepet játszott a vízi táplálékláncban. Fosszíliái a sekélyebb vizű területeket megőrzött kőzetekben nem találhatók meg, ezért úgy tűnik, hogy az állat kizárólag a mélyebb tavakban élt, ahol aktív ragadozó lehetett. Két faja nagyon hasonlít egymásra, mindkettő körülbelül 80 centiméteres hosszúságot ért el.                                       |                               |
| - †Ikechosaurus †I. sunailinae †I. gaoi †I. pijiagouensis | apti–albai                    | Kína, Mongólia                                           | Mérete és morfológiája, ahogy a Tchoiriáé is, a Champsosauruséhoz és a Simoedosauruséhoz hasonló. |                               |
| - †Irenosaurus †I. egloni                                 |                               | Hühteeg-formáció, Mongólia                               | Körülbelül 1–1,5 méter hosszú volt. Egy töredékes koponyaalatti (posztkraniális) csontváz alapján ismert, amely egy tavi üledékként értelmezett kőzetrétegből származik. A típusfaját eredetileg a Tchoiria egyik fajaként írták le, de saját nembe helyezték át, mivel egyes tulajdonságai jobban emlékeztetnek az ugyanazon a lelőhelyen felfedezett Khurendukhosaurusra.                                                       |                               |
| - †Khurendukhosaurus †K. orlovi †K. bajkalensis           |                               | Hühteeg-formáció, Mongólia, Murtoi-formáció, Oroszország | Körülbelül egy méter hosszú vízi hüllő, amely meghosszabbodott farokcsigolyái alapján jó úszó volt. Típusfaja az Irenosaurust és a Tchoiriát is tartalmazó, tavi üledékként értelmezett kőzetrétegből származik, ahonnan egy töredékes posztkraniális csontváz, illetve több különálló csontfosszília került elő. Az Oroszországban felfedezett második faj a hiányos leletanyag miatt nehezen különböztethető meg a típusfajtól. |                               |
| - †Liaoxisaurus †L. chaoyangensis                         |                               | Jiufotang-formáció, Liaoning, Kína                       | A Simoedosauridae család képviselője, a Tchoiria testvértaxonja. |                               |
| - †Philydrosaurus †P. proseilus                           |                               | Jiufotang-formáció, Liaoning, Kína                       | A Neochoristodera alrend korai rokona, amely több, korábban a neochoristoderák számára diagnosztikusnak tartott jellemzővel is rendelkezett, így jelentős filogenetikus információval szolgált a choristoderák apomorfiáinak elterjedésével kapcsolatban. |                               |
| - †Tchoiria †T. namsari †T. klauseni                      |                               | Hühteeg-formáció, Mongólia                               | Egy krokodilszerű vízi hüllő, melynek két faja egy-egy részleges koponya és csontváz alapján ismert. |                               |

### Krokodilformák
| Az apti korszak krokodilformái            | Az apti korszak krokodilformái | Az apti korszak krokodilformái          | Az apti korszak krokodilformái                                                                                        | Az apti korszak krokodilformái |
| Taxon                                     | Korszak                        | Lelőhely                                | Leírás | Kép                            |
| ----------------------------------------- | ------------------------------ | --------------------------------------- | --- | ------------------------------ |
| - †Amargasuchus †A. minor                 | barremi–apti                   | La Amarga-formáció, Argentína           | A Neuquén-medence szárazföldi környezetében élt trematochampsida.                                                     |                                |
| - †Anatosuchus †A. minor                  | késő apti–kora albai           | Echkar-formáció, Niger, Afrika          | Körülbelül 70 centiméter hosszú, széles, kacsacsőrre emlékeztető pofával rendelkező krokodilformájú állat.            |                                |
| - †Anglosuchus †A. geoffroyi †A. laticeps | apti–albai                     | Európa                                  | A Mesoeucrocodylia klád egyik képviselője, melynek két faját Richard Owen eredetileg a Steneosaurus nemhez kapcsolta. |                                |
| - †Chiayusuchus †C. cingulatus            | barremi–apti                   | Xinminbao-csoport, Gansu (Kanszu), Kína | A lapos orrú Stomatosuchus rokona.                                                                                    |                                |
| - †Chimaerasuchus †C. paradoxus           | apti–albai                     | Kína                                    | Heterodont fogazata miatt növényevőnek tekintett krokodilforma.                                                       |                                |
| - †Kyasuchus †K. saevi                    | apti–albai                     | Ilek-formáció, Oroszország              | Shartegosuchida krokodilforma.                                                                                        |                                |
| - †Sarcosuchus †S. imperator †S. hartii   | apti–albai                     | Afrika                                  | Az egyik legnagyobb valaha élt krokodilszerű hüllő, amely 11–12 méter hosszú és 8 tonna tömegű lehetett.              |                                |

### Teknősök
- †Sinemys

### Dinoszauruszok és madarak

#### Ankylosaurusok
| Az apti korszak ankylosaurusai    | Az apti korszak ankylosaurusai | Az apti korszak ankylosaurusai                 | Az apti korszak ankylosaurusai | Az apti korszak ankylosaurusai |
| Taxon                             | Korszak                        | Lelőhely                                       | Leírás | Kép                            |
| --------------------------------- | ------------------------------ | ---------------------------------------------- | --- | ------------------------------ |
| - †Cedarpelta †C. bilbeyhallorum  | apti–albai                     | Cedar Mountain-formáció, Utah, USA             | A legbazálisabb ismert ankylosaurida. A becslés szerint 60 centiméter hosszú koponyájáról hiányzik a díszítés, melyet a premaxilláris foggal együtt pleziomorfikus jellegnek tartanak. |                                |
| - †Liaoningosaurus †L. paradoxus  | apti                           | Yixian-formáció, Liaoning, Kína                | Egy ankylosaurida és nodosaurida jellemzőkkel egyaránt rendelkező, szokatlan módon szögletes kiemelkedésekkel díszített haspáncélzattal ellátott ankylosaurus, melynek holotípusa egy fiatal példány lemezre préselődött csontváza.                                                                |                                |
| - †Minmi †M. paravertebra         | apti                           | Bungil-formáció, Queensland, Ausztrália        | Kis (1 méter hosszúságú) kezdetleges ankylosaurus. |                                |
| - †Priconodon †P. crassus         | apti–albai                     | Arundel-formáció, Maryland, USA                | Egy főként a fogai alapján ismert ankylosaurus, melynek leletanyagához átmenetileg egy sípcsontot is hozzákapcsoltak. Bár méretbecslést nem jelentettek meg vele kapcsolatban, feltehetően nagyméretű állat volt. Lehetséges, hogy a nodosauridák közé tartozott.                                  |                                |
| - †Sauropelta †S. edwardsorum     | apti–albai                     | Cloverly-formáció, Wyoming, Montana, Utah, USA | A Sauropelta, egy közepes méretű, körülbelül 5,2 méter hosszú nodosaurida, amely egyedi, a test felét elérő hosszú farokkal rendelkezett. Nyakát és hátát kiterjedt, csontos testpáncél védte, amihez jellegzetes, nagy méretű tüskék tartoztak.                                                   |                                |
| - †Sauroplites †S. scutiger       | barremi–apti                   | Gansu, Kína                                    | Töredékes maradványok alapján ismert, gyakran nomen dubiumnak tekintett nem. Egyesek szerint valójában a Shamosaurus egyik példánya. |                                |
| - †Shamosaurus †S. scutatus       | apti                           | Mongólia                                       | Egy ankylosaurida, amelynél több, a Gobisaurusnál is megtalálható koponyajellemzőt fedeztek fel, bár a két nem megkülönböztethető a felső fogsor hossza és más jellemzők alapján. |                                |
| - †Silvisaurus †S. condrayi       | késő apti–kora cenomani        | Dakota-formáció, Kansas, USA                   | Egy körülbelül 4 méter hosszúságú nodosaurida. 33 centiméter hosszú és 25 centiméter széles koponyájának elülső részén a fogak jelenléte azt jelzi, hogy csoportjának kezdetleges tagjai közé tartozik. A koponyájában levő nagy légvezetékek feltehetően hangkeltésre, kommunikációra szolgáltak. |                                |
| - †Tatankacephalus †T. cooneyorum | apti–albai                     | Cloverly-formáció, Montana, USA                | Az Ankylosauridae család bazális tagja, a Gastonia közeli rokona. Egy részleges koponya alapján vált ismertté, melynek teljes hosszát 32 centiméterre becsülték. Emellett a bordáit, a bőrcsontjait és egy fogát is sikerült felfedezni.                                                           |                                |

#### Ceratopsiák
| Az apti korszak ceratopsiái | Az apti korszak ceratopsiái   | Az apti korszak ceratopsiái           | Az apti korszak ceratopsiái | Az apti korszak ceratopsiái |
| Taxon | Korszak                       | Lelőhely                              | Leírás | Kép                         |
| --- | ----------------------------- | ------------------------------------- | --- | --------------------------- |
| - †Archaeoceratops †A. oshimai | apti                          | Mazong Shan (Macung San), Gansu, Kína | Egy bazális neoceratopsia, amely úgy tűnik két lábon járt, elég kisméretű (nagyjából 1 méter hosszúságú) volt, és aránylag nagy fejjel rendelkezett. A későbbi ceratopsiáktól eltérően nem voltak szarvai, a feje hátsó részén pedig csak egy kisebb nyakfodor helyezkedett el.                                                                                   |                             |
| - †Auroraceratops †A. rugosus | apti                          | Xinminbao-csoport, Gansu, Kína        | Bazális neoceratopsia, amely egy nem teljesen kifejlett példány majdnem teljes, 20 centiméter hosszú, legalább két pár barázdált agyarszerű foggal ellátott, több helyen durva felületű koponyája alapján ismert. |                             |
| - †Psittacosaurus 1. †P. mongoliensis, †P. sinensis, †P. xinjiangensis, †?P. sattayaraki, †P. sibiricus 2. †P. mazongshanensis, †P. lujiatunensis | 1. apti–albai 2. barremi–apti | Kína, Mongólia, Oroszország           | Gazella-méretű, két lábon járó növényevő volt, melynek állkapcsa magas, erőteljes csőrré alakult. Legalább egy faja hosszú, tollszerű struktúrákkal rendelkezett, melyek az állat hátának alsó részén és farkán helyezkedtek el, és feltehetően a párkeresés közbeni pózolásnál volt szerepük. Az egyik legfajgazdagabb dinoszaurusznem, összesen 12 faja ismert. |                             |

#### Ornithopodák
| Az apti korszak ornithopodái                 | Az apti korszak ornithopodái | Az apti korszak ornithopodái                                                                           | Az apti korszak ornithopodái | Az apti korszak ornithopodái |
| Taxon                                        | Korszak                      | Lelőhely                                                                                               | Leírás | Kép                          |
| -------------------------------------------- | ---------------------------- | --- | --- | ---------------------------- |
| - †Altirhinus †A. kurzanovi                  | apti–albai                   | Khukhtek-formáció, Dornogovi megye, Mongólia                                                           | Fejlett iguanodontia, a Hadrosauridae családhoz képest bazálisnak számít. |                              |
| - †Atlascopcosaurus †A. loadsi               | apti/albai                   | Dinosaur Cove, Victoria, Ausztrália                                                                    | Egy 2-3 méter hosszú, körülbelül 125 kilogramm tömegű, alig ismert hypsilophodontida. |                              |
| - †Changchunsaurus †C. parvus                | apti–cenomani                | Quantou-formáció (Csüantou-formáció), Jilin (Csilin), Kína                                             | Kis, bazális ornithopoda lévén gyors, két lábon járó növényevőként élt, amely a talaj közelében táplálkozott. |                              |
| - †Dollodon †D. bampingi                     | barremi–?apti                | Bernissart, Belgium; ?Anglia; ?Németország                                                             | Könnyű felépítésű, körülbelül 6 méter hosszú, nagyjából 1 tonnára becsült tömegű iguanodontia. |                              |
| - †Elrhazosaurus †E. nigeriensis             | késő apti                    | Elrhaz-formáció, Niger                                                                                 | Különálló csontokból álló fosszíliáit eredetileg a dryosaurida Valdosaurus részeinek hitték, de később kiderült, hogy egy bazális iguanodontiához tartoznak. |                              |
| - †Equijubus †E. normani                     | apti                         | Mazong Shan, Gansu, Kína                                                                               | Kezdetleges hadrosaurida vagy iguanodontia. |                              |
| - †Iguanodon †I. bernissartensis             | kimmeridge-i–cenomani        | Ázsia, Európa, Észak-Amerika                                                                           | Az Iguanodontia csoport világszerte elterjedt, 10 méter hosszúságú típusneme. |                              |
| - †Jinzhousaurus †J. yangi                   | kora apti                    | Yixian-formáció, Liaoning, Kína                                                                        | Körülbelül 7 méter hosszúságú, majdnem teljes csontváz alapján ismert állat, melyet eleinte az iguanodontiák, majd később a hadrosauroideák közé soroltak be. Fél méter hosszú, pofarészénél megnyúlt és nagy orrlyukakkal ellátott, hátul szokatlanul kiszélesedett koponyájához felül egy kis taraj tartozott. |                              |
| - †Lurdusaurus †L. arenatus                  | apti                         | Niger                                                                                                  | 9 méter hosszúságú, nehéz felépítésű iguanodontia. |                              |
| - †Mantellisaurus †M. atherfieldensis        | ?barremi–kora apti           | Atherfield-formáció, Anglia, Egyesült Királyság                                                        | Korábbam Iguanodon atherfieldensis néven vált ismertté. |                              |
| - †Ouranosaurus †O. nigeriensis              | apti                         | Echkar-formáció, Niger                                                                                 | 7 méter hosszú hadrosauroidea, amely a hátán feltehetően egy vitorlát viselt. |                              |
| - †Planicoxa 1. †P. venenica 2. †P. depressa | 1. apti 2. barremi           | Cedar Mountain-formáció, Poison Strip Sandstone, Utah; Lakota-formáció, Dél-Dakota, USA                | Több példány részleges maradványai alapján ismert fejlett iguanodontia. |                              |
| - †Qantassaurus †Q. intrepidus               | késő apti–kora albai         | Victoria, Ausztrália                                                                                   | 1,8 méter hosszú hypsilophodontida. Több adaptációval rendelkezett annak érdekében, hogy képes legyen túlélni a hideg (bár a mainál jóval melegebb) déli-sarki környezetben. A csontok növekedése megmutatja, hogy a hypsilophodontidák egész évben aktívak voltak, azaz nem aludtak téli álmot.                 |                              |
| - †Siluosaurus †S. zhanggiani                | barremi–albai                | Xinminbao-csoport, Gansu, Kína                                                                         | A Siluosaurus hypsilophodontidaként vagy más bazális ornithopodaként két lábon járó növényevőként élt. |                              |
| - †Tenontosaurus †T. tilletti †T. dossi      | késő apti–albai              | Cloverly-formáció, Wyoming és Montana, Antlers-formáció, Oklahoma, Twin Mountains-formáció, Texas, USA | 6,5–8 méter hosszú korai iguanodontia, melynél két theropodához, a Tyrannosaurushoz és az Allosaurushoz hasonlóan a modern madarakra is jellemző medulláris csontszövetet fedeztek fel, ami a tojások létrehozásához volt szükséges.                                                                             |                              |
| - †Theiophytalia †T. kerri                   | apti–albai                   | Purgatoire-formáció, Colorado, USA                                                                     | A Camptosaurus és az Iguanodon közötti átmeneti fejlődési állapotot képviselő iguanodontia. |                              |
| - †Zephyrosaurus †Z. schaffi                 | apti–albai                   | Cloverly-formáció, Montana, USA                                                                        | Egy részleges koponyán és a koponya alatti csontváz töredékein alapuló, nagyon hiányosan ismert hypsilophodontida, amely feltehetően ásó életmódot folytatott. |                              |

#### Sauropodák
| Az apti korszai sauropodái      | Az apti korszai sauropodái | Az apti korszai sauropodái                                         | Az apti korszai sauropodái | Az apti korszai sauropodái |
| Taxon                           | Korszak                    | Lelőhely                                                           | Leírás | Kép                        |
| ------------------------------- | -------------------------- | ------------------------------------------------------------------ | --- | -------------------------- |
| - Agustinia †A. ligabuei        | késő apti–albai            | Argentína                                                          | Töredékes fosszíliája miatt nehezen besorolható, a hátán egyedi, függőlegesen álló lemezekből vagy tüskékből álló páncélt viselő, 15 méteresre becsült hosszúságú sauropoda, amely részben a diplodocoideákra, részben pedig a titanosaurusokra emlékeztet.            |                            |
| - †Amargasaurus †A. cazaui      | barremi–kora apti          | La Amarga-formáció, Neuquén tartomány, Argentína                   | Kis méretű, 10 méter hosszúságú sauropoda melynek nyakán és hátán két sor rendkívül hosszú csigolyatüske helyezkedett el. |                            |
| - †Amazonsaurus †A. maranhensis | apti–albai                 | Itapecuru-formáció, Maranhão, Brazília                             | Egy 12 méter hosszú diplodocoidea. |                            |
| - †Astrodon †A. johnstoni       | apti–albai                 | Arundel-formáció, Maryland, USA                                    | Nagyméretű titanosaurus, a felnőtt példányai a becslés szerint elérték a 9 méteres magasságot és a 15–18 méteres hosszúságot. |                            |
| - †Euhelopus †E. zdanskyi       | barremi–apti               | Shandong (Santung), Kína                                           | 15 méter hosszú, körülbelül 15–20 tonna tömegű titanosauriformes, melynek mellső lábai a legtöbb sauropodáétól eltérően a hátsóknál hosszabbak voltak. |                            |
| - †Fusuisaurus †F. zhaoi        | apti–albai                 | Napai-formáció, Kuanghszi-Csuang Autonóm Terület (Kuanghszi), Kína | Valószínűleg egy bazális titanosaurus, amely csak töredékes koponya alatti (posztkraniális) maradványok alapján ismert. |                            |
| - †Karongasaurus †K. gittelmani | ?apti                      | Malawi                                                             | Egy titanosaurus, melynek fosszíliái egy állkapocs darabjaiból és néhány fogból állnak. |                            |
| - †Ligabuesaurus †L. leanza     | apti–albai                 | Argentína                                                          | Egy bazális titanosaurus. |                            |
| - †Limaysaurus †L. tessonei     | apti–albai                 | Északnyugat-Patagónia, Argentína                                   | Rebbachisaurida sauropoda. |                            |
| - †Macrurosaurus †M. semnus     | apti vagy barremi          | Cambridge Greensand, Anglia                                        | A titanosauriformesek közé besorolt, a becslés szerint körülbelül 20 méter hosszú állat. Két farokcsigolya sorozat alapján ismert, melyeket a 19. század végén fedeztek fel. Napjainkban gyakran nomen dubiumnak tekintik.                                             |                            |
| - †Malawisaurus †M. dixeyi      | ?apti                      | Malawi                                                             | A kevés titanosaurus egyike, melynek koponyáját felfedezték. |                            |
| - †Nigersaurus †N. taqueti      | apti–albai                 | Elrhaz-formáció, Niger                                             | Diplodocoidea dinoszaurusz, az Elrhaz-formáció gazdag gerinces faunájának egyik leggyakrabban előforduló tagja. |                            |
| - †Paluxysaurus †P. jonesi      | késő apti–kora albai       | Twin Mountains-formáció, Texas, USA                                | Bazális titanosauriformes. A leírásával együtt megjelent kladisztikus elemzés szerint egy kládot alkot a Brachiosaurusszal, azaz brachiosauridának tekintendő. |                            |
| - †Sauroposeidon †S. proteles   | apti–albai                 | Antlers-formáció, Oklahoma, USA                                    | Az utolsó ismert óriás brachiosaurida; az extrapolációk alapján a feje 17 méter magasan lehetett, így a legmagasabb dinoszaurusznak számít. 30 méteresre becsült hosszával és 36–40 tonnás tömegével szintén a legnagyobb és legnehezebb dinoszauruszok közé tartozik. |                            |
| - †Tangvayosaurus †T. hoffeti   | apti–albai                 | Grès Supérior-formáció, Laosz                                      | Egy bazális titanosaurus, amely két vagy három példány maradványai alapján ismert. |                            |
| - †Venenosaurus †V. dicrocei    | apti–albai                 | Cedar Mountain-formáció, Utah, USA                                 | Egy titanosaurus, amely egy felnőtt és egy fiatal példány hiányos csontváza alapján ismert. |                            |

#### Stegosaurusok
| Az apti korszak stegosaurusai                    | Az apti korszak stegosaurusai   | Az apti korszak stegosaurusai                | Az apti korszak stegosaurusai        | Az apti korszak stegosaurusai |
| Taxon                                            | Korszak                         | Lelőhely                                     | Leírás                               | Kép                           |
| ------------------------------------------------ | ------------------------------- | -------------------------------------------- | ------------------------------------ | ----------------------------- |
| - †Wuerhosaurus 1. †W. homheni 2. †W. ordosensis | 1. ?valangini–albai 2. ?barremi | Xinjiang (Hszincsiang), Belső-Mongólia, Kína | Egy 7 méter hosszúságú stegosaurida. |                               |

#### Theropodák
| Az apti korszak theropodái            | Az apti korszak theropodái | Az apti korszak theropodái                                                                         | Az apti korszak theropodái | Az apti korszak theropodái |
| Taxon                                 | Korszak                    | Lelőhely                                                                                           | Leírás | Kép                        |
| ------------------------------------- | -------------------------- | -------------------------------------------------------------------------------------------------- | --- | -------------------------- |
| - †Acrocanthosaurus †A. atokensis     | apti–albai                 | Texas, Oklahoma, ?Maryland, USA                                                                    | Valószínűleg csúcsragadozó volt, amely elérte a 11,5 méteres hosszúságot. Az osztályozása vitatott (carcharodontosaurida vagy allosaurida). |                            |
| - †Caudipteryx †C. zoui †C. dongi     | apti                       | Yixian-formáció, Liaoning, Kína                                                                    | Az oviraptorosaurus dinoszauruszok egyik, pávaméretű neme. Tollak borították, és a megjelenése rendkívül madárszerű volt. |                            |
| - †Cryptovolans †C. pauli             | apti                       | Jiufotang-formáció (Csiufotang-formáció), Liaoning, Kína                                           | Kis (90 centiméter hosszú tollas dromaeosaurida, amely lehet, hogy azonos a Microraptorral. |                            |
| - †Deinonychus †D. antirrhopus        | apti–albai                 | Cloverly-formáció, Montana és Wyoming, Antlers-formáció, Oklahoma, Potomac-formáció, Maryland, USA | A hátsó lábai második ujján szokatlanul nagy méretű sarló alakú karommal rendelkező, 3,4 méter hosszú dromaeosaurida. John Ostrom Deinonychusról írt tanulmánya forradalmasította a tudósok dinoszauruszokkal kapcsolatos gondolkodásmódját, elindítva a „Dinoszaurusz reneszánszt”.                                                                                            |                            |
| - †Fukuisaurus †F. tetoriensis        | apti–albai                 | Kitadani-formáció, Japán                                                                           | Egy növényevő ornithopoda dinoszaurusz. fosszilizálódott koponyája hasonlít az Iguanodonéra, az Ouranosauruséra és az Altirhinuséra |                            |
| - †?Genyodectes †G. serus             | apti                       | Chubut-tartomány, Argentína                                                                        | Feltételezett ceratosaurus, amely csak egy töredékes alsó és felső állcsont alapján ismert. |                            |
| - †Huaxiagnathus †H. orientalis       | apti                       | Yixian-formáció, Liaoning, Kína                                                                    | Nagyméretű (1,8 méter hosszú), lényegében teljes csontváz alapján, csoportja legbazálisabb tagjaként azonosított compsognathida. |                            |
| - †Kakuru †K. kujani                  | apti                       | Marree-formáció, Dél-Ausztrália                                                                    | Egyetlen sípcsont alapján ismert theropoda, melynek filogenetikus helyzete nehezen határozható meg. A feltételezés szerint a Coelurosauria vagy az Abelisauroidea csoportba tartozott. |                            |
| - †Kryptops †K. palaios               | apti–albai                 | Elrhaz-formáció, Niger                                                                             | A legkorábbi ismert abelisaurida. |                            |
| - †Microraptor †M. zhaoianus †?M. gui | apti                       | Jiufotang-formáció (Csiufotang-formáció), Liaoning, Kína                                           | A dromaeosaurida dinoszauruszok egyik kisméretű, négyszárnyú neme. Az Archaeopteryxhez hasonlóan fontos bizonyítékkal szolgál a dinoszauruszok és a madarak közötti evolúciós kapcsolatra. |                            |
| - †Protarchaeopteryx †P. robusta      | kora apti                  | Yixian-formáció, Liaoning, Kína                                                                    | Kezdetleges oviraptorosaurus, lehetséges, hogy az Incisivosaurus szinonimája. |                            |
| - †Rapator †R. ornitholestoides       | apti                       | Griman Creek-formáció, Új-Dél-Wales, Ausztrália                                                    | Egy 1905 körül felfedezett, opalizálódott balkéz csont alapján ismert megaraptora. |                            |
| - †Shenzhousaurus †S. orientalis      | apti                       | Yixian-formáció, Liaoning, Kína                                                                    | A Pelecanimimusnál fejletlenebb, a Harpymimusnál pedig fejlettebb bazális ornithomimosaurida. A holotípus példány a gyomorüregében kövekkel együtt őrződött meg, melyeket gasztrolitokként értelmeznek. |                            |
| - †Similicaudipteryx †S. yixianensis  | apti                       | Jiufotang-formáció, Liaoning, Kína                                                                 | Három különböző korú példány alapján ismert caudipterida oviraptorosaurus, amely a Caudipteryxhez hasonlóan rövid pofával és lefelé ívelő állkapoccsal, valamint a Nomingiához hasonlóan egy tőr alakú farokcsonttal (pygostylével) rendelkezett, ami az oviraptorosaurusok között ritkán fordult elő, inkább a modern madarakra jellemző, és úgy tűnik kétszer is kifejlődött. |                            |
| - †Siamotyrannus †S. isanensis        | apti–albai                 | Sao Khua-formáció, Thaiföld                                                                        | Kezdetben tyrannosauroideának tartották, egy elemzés azonban kimutatta, hogy kezdetleges carnosaurus, feltehetően allosauroidea vagy sinraptorida. A hossza körülbelül 6,5 méter lehetett. |                            |
| - †Sinosauropteryx †S. prima          | apti                       | Liaoning, Kína                                                                                     | Egy 1,2 méter hosszú compsognathida, melynek fosszíliái prototollak lenyomataival együtt őrződtek meg. |                            |
| - †Sinotyrannus †S. kazuoensis        | apti                       | Jiufotang-formáció, Liaoning, Kína                                                                 | Körülbelül 10 méter hosszúságú bazális tyrannosauroidea, amely egy részleges koponyát tartalmazó hiányos fosszília alapján ismert. Bár korábban élt a Dilonghoz hasonló kezdetleges tyrannosauroideáknál, a mérete jóval közelebb áll a fejlett tyrannosauridákéhoz, például a Tyrannosauruséhoz.                                                                               |                            |
| - †Sinovenator †S. changii            | apti                       | Yixian-formáció, Kína                                                                              | Egy kezdetleges troodontida, amely egyszerre rendelkezett a legkezdetlegesebb dromaeosauridák és az avialae-k jellegzetességeivel, elsőként szolgálva meggyőző bizonyítékkal arról, hogy a Paraves e három csoportja egyetlen közös őstől származik. |                            |
| - †Suchomimus †S. tenerensis          | késő apti                  | Tenere, Niger                                                                                      | A 11 méteres hosszúságot is elérő spinosaurida, melynek a legtöbb óriás theropodával ellentétben igen hosszú, alacsony pofája és keskeny, nem túl éles, kissé hátrafelé hajló fogai voltak. |                            |
| - †Tianyuraptor †T. ostromi           | apti                       | Yixian-formáció, Dawangzhangzi-pad (Tavangcsangce-pad), Liaoning, Kína                             | A Liaoningben talált többi dromaeosauridára emlékeztet, de azoknál jóval kezdetlegesebb, egyes tulajdonságai (például a rövid mellső lábak) eltérnek az északi félgömbről korábban előkerült dromaeosauridákétól. |                            |
| - †Tyrannotitan †T. chubutensis       | apti                       | Chubut Province, Argentína                                                                         | A Giganotosaurusszal és a Carcharodontosaurusszal rokonságban álló 12,2 méter hosszú carcharodontosaurida. |                            |
| - †Yixianosaurus †Y. longimanus       | apti                       | Liaoning, Kína                                                                                     | Egy pár, tollak maradványaival együtt megőrződött, az Epidendrosauruséra emlékeztető mellső láb alapján ismert maniraptora. |                            |

#### Madarak
| Az apti korszak madarai                                               | Az apti korszak madarai | Az apti korszak madarai                             | Az apti korszak madarai | Az apti korszak madarai |
| Taxon                                                                 | Korszak                 | Lelőhely                                            | Leírás | Kép                     |
| --------------------------------------------------------------------- | ----------------------- | --------------------------------------------------- | --- | ----------------------- |
| - †Aberratiodontus †A. wui                                            | apti                    | Jiufotang-formáció, Liaoning, Kína                  | Teljes csontváz alapján ismert, egyes részein a tollak lenyomatai is láthatók. Jól fejlett szegycsontja miatt valószínűleg jól repült. |                         |
| - †Boluochia †B. zhengi                                               | késő apti–kora albai    | Jiufotang-formáció, Liaoning, Kína                  | Egyesek szerint az Cathayornis és az Eocathayornis rokonságába tartozó enantiornithes madár. |                         |
| - †Cathayornis †C. yandica †C. caudatus †C. aberransis †C. chabuensis | apti                    | Jiufotang-formáció, Liaoning, Kína                  | Korábban a Sinornis szinonimájának vélték, de egy 2010-es tanulmány szerint a szárnyához tartozó ujjak és karmok arányai különböznek, emellett további eltérés figyelhető meg a csípőnél, és a pygostyle mérete sem azonos. |                         |
| - †Chaoyangia †C. beishanensis                                        | apti                    | Liaoning, Kína                                      | Az Ornithurae csoportba tartozik, de a többi nemtől való eltérései miatt önálló családba sorolták be. Feltehetően elég közeli rokonságban áll a Yanornisszal ahhoz, hogy a két nem közös kládot alkosson. |                         |
| - †Changchengornis †C. hengdaoziensis                                 | barremi–apti            | Chaomidianzi-formáció, Kína                         | Az ismertebb Confuciusornis rokonságába tartozott, azonban a végénél kissé kampós, aránylag rövidebb és magasabb csőre, valamint a fején levő, felszínesen a Tauracóéra emlékeztető taraj miatt a külseje eltért. A csőre alapján valószínűleg mindenevő volt, rokonától eltérően talán alkalmanként halakat is fogyasztott.                                                                 |                         |
| - †Confuciusornis †C. sanctus                                         | apti                    | Yixian-formáció, Jiufotang-formáció, Liaoning, Kína | Nagyjából galambméretű, 70 centiméteres szárnyfesztávolságú, 0,5 kilogramm tömegű madár, amely kivételesen nagy felkarcsonttal rendelkezett. Oldalra mozgatható vállízülete miatt a szárnyait nem emelhette a háta fölé, így nem volt képes az evezőszárnyú repülésre. Az egyik fosszilis példányának elektronmikroszkópos vizsgálata lehetővé tette a tolltakarója színének megállapítását. |                         |
| - †Cuspirostrisornis †C. houi                                         | apti                    | Jiufotang-formáció, Liaoning, Kína                  | Egy majdnem teljes fosszília alapján ismert enantiornithes madár. A holotípus 27 milliméter hosszú koponyájában alul és felül egyaránt öt pár fog helyezkedett el. |                         |
| - †Dalianraptor †D. cuhe                                              | apti                    | Jiufotang-formáció, Liaoning, Kína                  | Nagyon hasonlított a Shenzhouraptorra, de az első lábujja (a hüvelykujj megfelelője) hosszabb, mellső végtagja pedig rövidebb volt, ami arra utal, hogy talán röpképtelen lehetett. A hossza elérte a 80 centimétert. |                         |
| - †Dapingfangornis †D. sentisorhinus                                  | apti                    | Jiufotang-formáció, Liaoning, Kína                  | Kis vagy közepes méretű, a szegycsontján rövid oldalsó kinövésekkel, orrnyílásainál pedig egy egyedi, tüskeszerű kinövéssel rendelkező enantiornithes madár. |                         |
| - †Gansus †G. yumenensis                                              | apti/albai              | Gansu, Kína                                         | Az Ornithurae csoport legkorábbi tagja. Körülbelül galambméretű madár, amely külsőre leginkább a búvárfélékre és a bukórécékre hasonlíthatott. Bár sok, a mai madarakkal közös tulajdonságon osztozott, néhány kezdetleges jellemzője is volt, mint például a karmos szárnyak. |                         |
| - †Eoalulavis †E. hoyasi                                              | apti                    | Las Hoyas, Spanyolország                            | Felfedezésekor az első fiókszárnnyal (alulával), a kis sebességű repülés stabilitását növelő kinövéssel rendelkező mezozoikumi madárként vált ismertté. |                         |
| - †Eocathayornis †E. walkeri                                          | apti                    | Jiufotang-formáció, Liaoning, Kína                  | Kezdetleges enantiornithes madár. |                         |
| - †Hebeiornis †H. engningensis                                        | barremi–kora apti       | Yixian-formáció, Kína                               | Egy enantiornithes madár, melynek leírását később Vescornis néven is publikálták. Bizonytalan, hogy a leírása alapján érvényes-e vagy nomen dubiumnak tekintendő. |                         |
| - †Huoshanornis †H. huji                                              | apti                    | Jiufotang-formáció, Liaoning, Kína                  | Egyedi tulajdonsága a nagymértékben megkisebbedett hüvelykujj, a lábcsontok közötti nagyobb távolság, a mellső végtag kisujjának aránylag hosszú ujjperce, valamint a szegycsont alján, oldalt elhelyezkedő háromszögletű rész. |                         |
| - †Jeholornis †J. prima                                               | apti                    | Jiufotang-formáció, Yixian-formáció, Kína           | Az egyik legkezdetlegesebb és egyben a legnagyobb ismert késő kréta kori madár. Körülbelül pulykanagyságú volt, hosszú farokkal és apró fogakkal rendelkezett. |                         |
| - †Jianchangornis †J. microdonta                                      | apti                    | Jiufotang-formáció, Yixian-formáció, Kína           | Az Ornithurae csoport bazális tagja. |                         |
| - †Jixiangornis †J. orientalis                                        | apti                    | Yixian-formáció, Liaoning, Kína                     | A modern madarakétól függetlenül kifejlődött csőre volt. A repülési tulajdonságai meghaladták az Archaeopteryxét és a Shenzhouraptorét (bár egy 2006-os tanulmány szerint az utóbbival együtt a Jeholornis szinonimájának tekintendő). |                         |
| - †Largirostrornis †L. sexdentoris                                    | apti                    | Jiufotang-formáció, Liaoning, Kína                  | A Cuspirostrisornisnél valamivel nagyobbra nőtt, a törzse pedig a többi enantiornithesnél hosszabb volt. 32 milliméter hosszú koponyájában alul és felül egyaránt hat pár fog helyezkedett el. |                         |
| - †Longchengornis †L. sanyanensis                                     | apti                    | Jiufotang-formáció, Liaoning, Kína                  | Egy enantiornithes madár. |                         |
| - †Longipteryx †L. chaoyangensis                                      | apti                    | Jiufotang-formáció, Liaoning, Kína                  | A farkát leszámítva 15 centiméter hosszú, lábát tekintve kezdetleges, de fejlett szárnyakkal, valamint kora legtöbb madarától eltérően a bordáin processus uncinatusokkal rendelkező állat volt. |                         |
| - †Rapaxavis †R. pani                                                 | apti                    | Jiufotang-formáció, Liaoning, Kína                  | A Yixian-formációban felfedezett Longirostravishoz hasonló madár, amely egy kitűnő állapotban megőrződött fosszília alapján ismert, amin a lábujjakat fedő szaruborítás és a csontok egyes háromdimenziós jellegzetességei is megfigyelhetők. A lábujjak arányai a modern madarakéhoz viszonyítva azt jelzik, hogy a Rapaxavis nagymértékben az erdei kapaszkodó életmódhoz alkalmazkodott.  |                         |
| - †Sapeornis †S. chaoyangensis                                        | késő apti–kora albai    | Jiufotang-formáció, Liaoning, Kína                  | 30–33 centiméter hosszú, általános morfológiájától és az oviraptorosaurusokra, például a Caudipteryxre jellemző tulajdonságaitól eltekintve rendszerint az Omnivoropteryx közeli rokonának tartják. |                         |
| - †Shanweiniao †S. cooperorum                                         | kora apti               | Yixian-formáció, Liaoning, Kína                     | A Longipteryx, a Longirostravis és a Zhongornis mellett a hosszú csőrű enantiornithesek kládjának tagja. A leírását készítő szerzők szerint az egyetlen ismert enantiornithes madár, amely olyan farokkal rendelkezett, ami a modern madarakéhoz hasonlóan képes emelőerőt létrehozni, bár megemlítették azt is, hogy a Yixianornisnak szintén voltak legyezőszerű farktollai.               |                         |
| - †Shenshiornis †S. primita                                           | apti                    | Jiufotang-formáció, Liaoning, Kína                  | A Sapeornis közeli rokonságába tartozik, a két nem főként a keresztcsonti csigolyák eltérő száma révén különböztethető meg egymástól. |                         |
| - †Sinornis †S. santensis                                             | apti                    | Jiufotang-formáció, Liaoning, Kína                  | Több fosszília alapján ismert. Korábban a Cathayornis szinonimájának vélték, de egy 2010-es tanulmány szerint a szárnyához tartozó ujjak és karmok arányai különböznek, emellett további eltérés figyelhető meg a csípőnél és a pygostyle mérete sem azonos. |                         |
| - †Songlingornis †S. linghensis                                       | kora apti               | Jiufotang-formáció, Liaoning, Kína                  | Közeli rokonával a Yanornisszal (mellyel néha azonosnak is tekintik) és a Yixianornisszal együtt alkotják a korai modern madarak kládját. |                         |
| - †Yanornis †Y. martini                                               | kora apti               | Jiufotang-formáció, Liaoning, Kína                  | A modern madarak közös őse egyik közeli rokonának tekintik. Testmérete körülbelül akkora volt, mint egy nagyobb galambé. Felső állcsontjában 10, az alsóban pedig 20 fog helyezkedett el. Halakkal táplálkozott és az ezzel kapcsolatos adaptációk miatt úgy tűnik, hogy konvergens evolúció révén vált a Longipteryxhez hasonlóvá.                                                          |                         |
| - †Yixianornis †Y. grabaui                                            | kora apti               | Jiufotang-formáció, Liaoning, Kína                  | Közeli rokonával a Yanornisszal és a Songlingornisszal együtt alkotják a korai modern madarak kládját. Julia Clarke és szerzőtársai szerint a legkezdetlegesebb olyan madár, melynek már lényegében modern pygostyléje és farktollai voltak. A később felfedezett Shanweiniao szintén rendelkezett farktollakkal.                                                                            |                         |
| - †Zhongjianornis †Z. yangi                                           | apti                    | Jiufotang-formáció, Liaoning, Kína                  | Hosszúcsőrű, galambméretű állat, az egyik legkorábbi madár, melynek már nem voltak fogai. |                         |

### Plezioszauruszok
| Az apti korszak plezioszauruszai    | Az apti korszak plezioszauruszai | Az apti korszak plezioszauruszai                  | Az apti korszak plezioszauruszai | Az apti korszak plezioszauruszai |
| Taxon                               | Korszak                          | Lelőhely                                          | Leírás | Kép                              |
| ----------------------------------- | -------------------------------- | ------------------------------------------------- | --- | -------------------------------- |
| - †Brachauchenius †B. lucasi        | apti                             | Kansas, USA; Kolumbia                             | Egy tíz méter körüli hosszúságot elérő pliosauroidea, amely a csoport utolsó ismert képviselője Észak-Amerikában. |                                  |
| - †Callawayasaurus †C. colombiensis | apti                             | Paja-formáció, Kolumbia                           | Egy 8 méter hosszú elasmosaurida. 35 centiméter hosszú koponyáján az orrnyílások meghosszabbodtak és a maxilla fölé kerültek, melyben 3–5 fog helyezkedett el. 56 csigolyából álló nyaka aránylag rövid volt a családja többi tagjáéhoz viszonyítva. A holotípus példányon kívül egy jóval robusztusabb egyed majdnem teljes csontvázára is rátaláltak. A felszínes eltérés a nemi kétalakúság jele lehet. |                                  |
| - †Cimoliasaurus †C. maccoyi        | apti–maastrichti                 | New Jersey, USA, Új-Zéland, Anglia, Franciaország | 3.9–7,6 méter hosszúságú plezioszaurusz, amely az elasmosauridáknál és a plesiosauridáknál aránylag nagyobb fejjel, valamint az utóbbi család tagjaiéhoz hasonló fogakkal rendelkezett. |                                  |
| - †Kronosaurus †K. boyacensis       | apti–albai                       | Boyacá, Kolumbia                                  | A legnagyobb plioszauruszok egyike, melynek testhossza nagyjából 9–10 méter lehetett. Egy Tuarangisaurus koponyáján talált harapásnyom arra utal, hogy az állatot megtámadta egy Kronosaurus. |                                  |
| - †Opallionectes †O. andamookaensis | apti                             | Dél-Ausztrália                                    | Egy 5 méter hosszú plezioszaurusz, melynek részleges (csigolyákból, bordákból, lábrészekből és fogakból álló, gasztrolitokkal együtt megőrződött) csontvázát egy opálbányában fedezték fel. A nothosauroideákhoz hasonló tűszerű fogaival kisebb halakat és tintahalakat zsákmányolhatott. A különféle elemzések alapján olyan területen élt, ami időszakosan hideg (feltehetően fagyos) vizű volt. A 165 millió évvel ezelőtti korai plezioszauruszok és a kréta végén élt leszármazottaik közötti elveszett láncszemnek tekintik. |                                  |
| - †Umoonasaurus †U. demoscyllus     | apti                             | Ausztrália                                        | Aránylag kisméretű, mintegy 2,5 méter hosszúságú leptocleidida, melyet három tarajszerű fejdísze tett egyedivé. |                                  |

### Pteroszauruszok
| Az apti korszak pteroszauruszai                                       | Az apti korszak pteroszauruszai | Az apti korszak pteroszauruszai                                                           | Az apti korszak pteroszauruszai | Az apti korszak pteroszauruszai |
| Taxon                                                                 | Korszak                         | Lelőhely                                                                                  | Leírás | Kép                             |
| --------------------------------------------------------------------- | ------------------------------- | ----------------------------------------------------------------------------------------- | --- | ------------------------------- |
| - †Anhanguera †A. cuvieri †A. fittoni †A. blittersdorffi †A. santanae | késő apti–késő cenomani         | Santana-formáció, Brazília, Upper Chalk-formáció, Cambridge Greensand, Egyesült Királyság | 4-5 méter szárnyfesztávolságú halevő, melynek belső füle az emberéhez hasonlóan egyensúlyi szervként szolgált. |                                 |
| - †Arthurdactylus †A. conandoylei                                     | apti                            | Crato-formáció, Brazília                                                                  | Neve Arthur Conan Doyle-ra és Az elveszett világ című regényre utal, melyben egyéb ősállatok mellett pteroszauruszok is szerepelnek. Fosszíliája meglehetősen teljes, a csontváz részei közül csak a koponya, a nyak, a szegycsont és néhány farokcsigolya hiányzik. A hátsó lábai fejletlenek voltak, a szárnyai azonban a törzshöz viszonyítva aránylag hosszúra nőttek. |                                 |
| - †Boreopterus †B. cuiae                                              | barremi-apti                    | Yixian-formáció, Liaoning, Kína                                                           | Majdnem teljes, bár sérült csontvázához a család többi tagjáéhoz képest elég nagyméretű fogakat tartalmazó, hosszú lekerekített csőrben végződő, 23,5 centiméter hosszú koponya tartozik. A szárnyfesztávolsága körülbelül 1,45 méter lehetett. A kladisztikus elemzés alapján közeli rokonságban állt a Feilongusszal. |                                 |
| - †Brasileodactylus †B. araripensis                                   | apti                            | Santana-formáció, Brazília                                                                | Közepes méretű pteroszaurusz, mintegy 4 méteres szárnyfesztávolsággal. Hosszú hegyes pofával és kúpos fogakkal rendelkezett, melyek elöl meghosszabbodtak, elvékonyodtak és előrefelé álltak. Egyes más brazil pteroszauruszoktól eltérően nem viselt tarajt a felső vagy az alsó állcsontján, a tarkóján azonban igen. |                                 |
| - †Cearadactylus †C. atrox                                            | apti                            | Santana-formáció, Brazília                                                                | Egy 57 centiméter hosszú koponya révén ismert, a becslés szerint 4 méter hosszú, 5,5 méter szárnyfesztávolságú és 15 kilogramm tömegű pterodactyloidea, amely a 2010-ben elvégzett kladisztikus elemzések szerint közel áll az Anhangueridae családhoz. |                                 |
| - †Chaoyangopterus †C. zhangi                                         | apti                            | Jiufotang-formáció, Liaoning, Kína                                                        | A becslés szerint 1,85 méter szárnyfesztávolságú azhdarchoidea, amely 27 centiméter hosszú fogatlan koponyával rendelkezett. Feltehetően halevő volt. |                                 |
| - †Eoazhdarcho †E. liaoxiensis                                        | apti                            | Jiufotang-formáció, Liaoning, Kína                                                        | Egy részleges csontváz és egy állkapocscsont alapján ismert. Körülbelül 1,6 méteres szárnyfesztávolságával az azhdarchoideák között kicsinek számít. |                                 |
| - †Eopteranodon †E. lii                                               | apti                            | Yixian-formáció, Liaoning, Kína                                                           | Neve arra utal, hogy 20 centiméternél rövidebb fogatlan, nagy tarajjal ellátott koponyája a Pteranodonéra emlékeztet. Első példányának szárnyfesztávolsága körülbelül 1,1 méter volt, a második példánya azonban nagyobb méretet ért el. |                                 |
| - †Feilongus †F. youngi                                               | barremi-apti                    | Yixian-formáció, Liaoning, Kína                                                           | 2,4 méteres szárnyfesztávolságával a bazális pterodactyloideák között nagynak számít. 39-40 centiméteres koponyájában 76 hosszú, görbe tűszerű fog helyezkedett el, melyek talán lehetővé tették a ma élő flamingófélékéhez hasonló, szűréssel való táplálkozást. |                                 |
| - †Gegepterus †G. changi                                              | kora apti                       | Yixian-formáció, Liaoning, Kína                                                           | Sérült, hiányos csontvázával együtt lágyszövet maradványok is előkerültek, azonban a koponya közelében, a szemüregben és a hasi bordáknál látható sötét foltok a koponya hátsó részén levő szálaktól eltekintve nem őriztek meg azonosítható struktúrát. Számos tűszerű fogat tartalmazó megnyúlt koponyája alapján a Ctenochasmatidae családba sorolták be. |                                 |
| - †Haopterus †H. gracilis                                             | barremi-apti                    | Yixian-formáció, Liaoning, Kína                                                           | Az első Kínában talált, koponyával együtt megőrződött pteroszaurusz. A holotípusa szárnyfesztávolságát 1,35 méterre becsülték. Gyenge hátsó lábai alapján a talajon való mozgásnál a szárnyait is használnia kellett. Feltehetően halevő volt. |                                 |
| - †Hongshanopterus †H. lacustris                                      | apti                            | Jiufotang-formáció, Liaoning, Kína                                                        | A istiodactylidákra jellemzően háromszög alakú gyökerekkel ellátott, oldalirányban lapított fogakkal rendelkezett, azonban a család többi tagjától eltérően, bazális tulajdonságként a fogsorai a koponya első harmadán túl is folytatódtak, a fogai egy része pedig hátrafelé hajlott. |                                 |
| - †Huaxiapterus †H. benxiensis †H. corollatus †H. jii                 | barremi-apti                    | Jiufotang-formáció, Liaoning, Kína                                                        | Egy majdnem teljes csontváz és koponya alapján ismert, a Sinopterusnál valamivel kisebb, körülbelül 0,94 méter szárnyfesztávolságú tapejarida. A koponyáján levő taraj a fejlődési állapotát tekintve a Sinopterusé és a Tapejaráé között helyezkedett el. |                                 |
| - †Istiodactylus †I. latidens †I. sinensis                            | barremi–apti                    | Vectis-formáció, Wight-sziget, Anglia                                                     | Közepesen nagy méretű pteroszaurusz, 56 centiméter hosszú koponyával és körülbelül 5 méteres szárnyfesztávolsággal. Lapos, lekerekített csőre miatt néha „kacsacsőrű pteroszaurusznak” is nevezik. Apró, levél formájú, éles fogaival feltehetően halat vagy dögöt fogyasztott. |                                 |
| - †Jidapterus †J. edentus                                             | apti                            | Jiufotang-formáció, Liaoning, Kína                                                        | Fogatlan, aránylag hosszú és igen hegyes koponyájú, körülbelül 1,7 méter szárnyfesztávolságú azhdarchoidea, amely egy majdnem teljes csontváz és egy részleges koponya alapján ismert. |                                 |
| - †Lacusovagus †L. magnificens                                        | apti                            | Crato-formáció, Brazília                                                                  | Hosszú és szokatlanul széles, csonttaraj és fogak nélküli koponyával rendelkező bazális azhdarchoidea, melynek szárnyfesztávolsága a becslés szerint elérte a 4,1 métert. |                                 |
| - †Liaoningopterus †L. gui                                            | barremi-apti                    | Jiufotang-formáció, Liaoning, Kína                                                        | Felfedezése idején Kína legnagyobb ismert pteroszaurusza volt. A szárnyfesztávolságát 5 méterre becsülték. Hosszú, hegyes pofája alapján valószínűleg halevőként élt. |                                 |
| - †Liaoxipterus †L. brachyognathus                                    | barremi-apti                    | Jiufotang-formáció, Liaoning, Kína                                                        | Egyetlen 16,1 centiméteres törött, de teljes állkapocs alapján ismert. Eredetileg a Ctenochasmatidae család tagjaként sorolták be, de később úgy ítélték meg, hogy inkább az istiodactylidák közé tartozott. |                                 |
| - †Longchengpterus †L. zhaoi                                          | barremi-apti                    | Jiufotang-formáció, Liaoning, Kína                                                        | Körülbelül 2 méteres szárnyfesztávolságú pteroszaurusz, amely fogainak alakja és nagy koponyanyílása alapján az istiodactylidák közé tartozik. |                                 |
| - †Ludodactylus †L. sibbicki                                          | apti                            | Crato-formáció, Brazília                                                                  | A latin ludus ('játék') szóból származó neve arra utal, hogy a felfedezése előtt nem ismertek a Pteranodonéhoz hasonló tarajjal és fogakkal egyaránt rendelkező pteroszauruszt, ilyenek csupán pontatlannak számító játékok formájában léteztek. A szárnyfesztávolságát 4 méterre becsülték. A holotípus állkapcsánál egy beszorult jukkalevelet fedeztek fel, ami a feltételezés szerint az állat éhezését, majd pusztulását okozta. |                                 |
| - †Nemicolopterus †N. crypticus                                       | apti                            | Jiufotang-formáció, Liaoning, Kína                                                        | 25 centimétert megközelítő szárnyfesztávolságával a mérete valamennyi pteroszauruszétól elmarad. A feltételezés szerint a Sinopterus fiatal példánya lehet, egy 2008-as tanulmány azonban a fogak hiánya miatt a fogakkal rendelkező Ornithocheiroidea és a gyakran fogatlan tagokból álló Dsungaripteroidea csoportok közötti kezdetleges átmenetnek tekinti. Lábujjai és karmai alapján az erdei életmódhoz alkalmazkodott, az egyértelműen mászáshoz szükséges adaptációkkal ellátott kortárs tapejaridákhoz (például a Sinopterushoz) hasonlóan. |                                 |
| - †Nurhachius †N. ignaciobritoi                                       | barremi-apti                    | Jiufotang-formáció, Liaoning, Kína                                                        | Egy részleges koponya és csontváz alapján ismert. Koponyája, főként a fogak és a hosszú koponyaablak miatt az Istiodactyluséhoz hasonló. Becsült szárnyfesztávolsága 2,4-2,5 méter. |                                 |
| - †Prejanopterus †P. curvirostra                                      | kora apti                       | Leza-formáció, La Rioja, Spanyolország                                                    | Egy pterodactyloidea pteroszaurusz. |                                 |
| - †Santanadactylus †S. brasilensis †?S. pricei †?S. spixi             | apti                            | Santana-formáció, Brazília                                                                | Meglehetősen nagy, 2,9-5,7 méteres szárnyfesztávolságot elérő, feltehetően a siklórepüléshez alkalmazkodott pteroszaurusz, melynek több, időközben kétségesnek ítélt faja is ismertté vált. |                                 |
| - †Sinopterus †S. dongi †S. gui                                       | apti                            | Jiufotang-formáció, Liaoning, Kína                                                        | Aránylag nagy, hegyes, madárszerű csőrben végződő fogatlan koponyával rendelkezett, melyhez egy magas, a premaxillánál kezdődő és a koponya közepénél végződő hosszú csonttaraj tartozott. A szárnyfesztávolsága körülbelül 1,2 méter volt. Leírásakor a Jiufotang-formáció legkisebb fogatlan pteroszauruszaként vált ismertté. |                                 |
| - †Tapejara †T. wellnhoferi †?T. navigans                             | apti/albai                      | Crato-formáció, Santana-formáció                                                          | Két faját (melyek közül a második a típusfaj lehetséges szinonimája) a különböző méretű és formájú óriási fejdíszek különböztetik meg egymástól. |                                 |
| - †Thalassodromeus †T. sethi                                          | apti–albai                      | Santana-formáció, Brazília                                                                | Nagyobb rokonához, a Tapejarához hasonlóan a csőr hegyénél kezdődő és a koponya mögött végződő, az 1,42 méter hosszú koponya területének 75%-át kitevő óriási fejdíszéről ismert. A szárnyfesztávolsága elérte a 4,5 métert. |                                 |
| - †Tupandactylus †T. imperator                                        | apti–albai                      | Crato-formáció, Brazília                                                                  | Részben csontból, részben pedig lágy szövetből álló óriási fejdíszéről ismert, eredetileg a Tapejara fajaként leírt pteroszaurusz. |                                 |

### Emlősök
| Az apti korszak emlősei                                                                       | Az apti korszak emlősei                                           | Az apti korszak emlősei                                                             | Az apti korszak emlősei | Az apti korszak emlősei |
| Taxon                                                                                         | Korszak                                                           | Lelőhely                                                                            | Leírás | Kép                     |
| --------------------------------------------------------------------------------------------- | ----------------------------------------------------------------- | ----------------------------------------------------------------------------------- | --- | ----------------------- |
| - †Corriebaatar †C. marywaltersae                                                             | apti                                                              | Ausztrália                                                                          | Az első bizonyíték az ausztrál multituberculatákra vonatkozóan. |                         |
| - †Eobaatar 1. †E. clemensi 2. †E. hispanicus 3. †E. magnus 4. †E. minor 5. †?E. pajaronensis | 1. barremi 2. kora barremi 3. apti–albai 4. apti/albai 5. barremi | Spanyolország, Mongólia                                                             | A Multituberculata rend többnyire fogak révén ismert képviselője. Nagyobb méretű ázsiai faja, az E. magnus koponyája a becslés szerint 3 centiméter hosszú volt (az E. minor koponyája körülbelül harmadekkora lehetett). |                         |
| - †Gobiconodon 1. †G. luoianus 2. †G. borissiaki, †G. hoburensis, †G. ostromi                 | 1. apti 2. apti–albai                                             | Kína, Mongólia, Oroszország, USA                                                    | 45,72–50,8 centiméter hosszúságú és 4,5–5,4 kilogramm tömegű, leginkább egy nagyobb, robusztusabb oposszumra emlékeztető emlős. Több, a kora kréta kor különböző korszakaiban élt faj alapján ismert. |                         |
| - †Heishanobaatar †H. triangulus                                                              | apti–albai                                                        | Shahai-formáció (Sahaj-formáció), Fuxin-formáció (Fuhszin-formáció), Liaoning, Kína | Egy eobatarida multituberculata. A Kielanobaatarral és a többi, ugyanazokon a lelőhelyeken talált, korábban leírt eobataridával együtt arra utal, hogy a Shahai- és Fuxin-formációk a változatos ázsiai emlősfauna átmeneti állapotát jelenítik meg a Yixian-formáció faunájának kialakulása utáni és a késő kréta kori ázsiai emlősfauna kialakulása előtti időszakban. |                         |
| - †Jeholodens †J. jenkinsi                                                                    | apti                                                              | Yixian-formáció, Liaoning, Kína                                                     | Egy hosszúfarkú, éjszakai életmódhoz alkalmazkodott (kapaszkodó ujjakkal rendelkező) rovarevő. |                         |
| - †Juchilestes †J. liaoningensis                                                              | kora apti                                                         | Yixian-formáció, Liaoning, Kína                                                     | A Triconodonta rendbe tartozó emlős, melynek részleges koponyája teljes fogazattal együtt került elő. Legközelebbi rokona a Japánban felfedezett Hakusanodon. |                         |
| - †Kielanobaatar †K. badaohaoensis                                                            | apti–albai                                                        | Shahai-formáció (Sahaj-formáció), Fuxin-formáció (Fuhszin-formáció), Liaoning, Kína | Egy eobatarida multituberculata. |                         |
| - †Meiconodon †M. lii †M. setoguchii                                                          | apti–albai                                                        | Shahai-formáció, Fuxin-formáció, Liaoning, Kína                                     | A Triconodontidae család Ázsiából elsőként ismertté vált tagja. Felveti annak lehetőségét, hogy az apti–albai korszakok során az észak-amerikai és ázsiai emlősfauna kicserélődött egymással. A második faj, a M. setoguchii az elsőnél valamivel nagyobb méretű lehetett.                                                                                               |                         |
| - †Repenomamus †R. robustus †R. giganticus                                                    | apti                                                              | Yixian-formáció, Liaoning, Kína                                                     | A mezozoikum kréta időszakának legnagyobb ismert emlőse és az egyetlen, amely bizonyítékkal szolgált arra, hogy dinoszauruszokkal is táplálkozott. |                         |
| - †Teinolophos †T. trusleri                                                                   | apti                                                              | Flat Rocks, Victoria, Ausztrália                                                    | A legkorábbi ismert kloákás emlős. A fosszíliája mindössze egyetlen bal állkapocsdarabból áll. Az ez alapján készült becslés szerint a teljes testhossza körülbelül 10 centiméter lehetett. Legközelebbi rokona a kacsacsőrű emlős. |                         |
| - †Yanoconodon †Y. allini                                                                     | apti                                                              | Yixian-formáció, Hebei, Kína                                                        | Kisméretű, nagyjából 13 centiméter hosszúságú emlős. Könnyű felépítésű, valószínűleg éjszakai életmódot folytatott állat volt, amely rovarokra, férgekre és egyéb gerinctelenekre vadászott. A legtöbb korai emlőshöz hasonlóan a Yanoconodon rövid, terpesztett lábakkal rendelkezett, melyeken valószínűleg ásásra használt karmok nőttek.                             |                         |

## Fordítás
- Ez a szócikk részben vagy egészben az Aptian című angol Wikipédia-szócikk ezen változatának fordításán alapul.  Az eredeti cikk szerkesztőit annak laptörténete sorolja fel. Ez a jelzés csupán a megfogalmazás eredetét és a szerzői jogokat jelzi, nem szolgál a cikkben szereplő információk forrásmegjelöléseként.